# Skupina Praxis
Jako Skupina Praxis se označuje skupina filosofů a sociálních vědců z bývalé Jugoslávie, zastupující myšlenky humánního, nedogmatického marxismu. Skupina vydávala i stejnojmenný časopis Praxis, který byl považován za vedoucí žurnál pro marxistickou teorii své doby, a pořádala mezinárodně uznávané semináře Letní škola na Korčule (na ostrově Korčula). Skupina existovala v období 1963 až 1975 (kdy byla zakázána).

## Vznik, cíle
V akademickém a intelektuálním prostředí tzv. „nezávislosti“ Jugoslávie a její vlastní cesty pod patronátem J. B. Tita, které se přes stalinistické rysy přinejmenším navenek vyznačovalo jistým liberálním pojetím úlohy intelektuálů, se v šedesátých letech 20. století profilovala skupina filosofů, sociologů a dalších vědců sociálních věd, která chtěla započatý proces dále projektovat a rozvíjet. Výchozím poznáním této skupiny bylo přesvědčení, že leninismus i stalinismus jsou apologetická učení, která jsou kontrární učení Marxe a která degenerovala s cílem uchování elitářské moci stranického aparátu. V podmínkách Jugoslávie, která si pod vedením Tita získala pověst jistým způsobem na Moskvě nezávislého státu, se pak ukázala být nezbytnou i praktická potřeba modifikace tzv. titoismu, praktikovaného Svazem komunistů Jugoslávie (SKJ).
Názorově vycházela skupina z pozic radikální kritiky stalinismu ve snaze rekonstrukce autentického marxismu. Erich Fromm se v tomto smyslu vyjádřil i v předmluvě k Markovićovu dílu From Affluence to Praxis, kde poznamenal, že teorie skupiny Praxis představuje návrat ke skutečnému Marxovi a afront proti zkreslení Marxe pravicovými sociálními demokraty a stalinisty.
Mezinárodního významu dosáhla skupina nejpozději po vydání sborníku Socialist Humanism od Ericha Fromma roku 1965, do kterého přispělo osm členů skupiny: Mihailo Marković, Gajo Petrović, Danilo Pejović, Veljko Korać, Rudi Supek a Predrag Vranicki. Diskuse skupiny získaly velkou pozornost i v nedogmatických kruzích na Západě, především i v důsledku pořádání každoroční tzv. Letní školy na Korčule. Tato symposia byla otevřená a účastnili se jich známí marxisté a filosofové z celého světa.

## Časopis Praxis
Časopis Praxis, který vyjadřoval názory skupiny Praxis, vycházel v letech 1965 až 1974 (zakázán byl počátkem roku 1975). K redakci pro vedením G. Petroviće a R. Supka patřili profesoři z různých jugoslávských universit a dále mnoho zahraničních filosofů, sociologů a dalších vědců jako Norman Birnbaum, Ernst Bloch, Erich Fromm, Jürgen Habermas, Leszek Kołakowski, Henri Lefebvre, György Lukács, Herbert Marcuse a další.
Na stránkách časopisu, který byl teoretickou platformou skupiny, vyšla i základní prohlášení skupiny, mimo jiné i v úvodníku k prvnímu číslu vydání 1965 a později v úvodníku prvního čísla mezinárodního vydání roku 1981.
Časopis vycházel i jako mezinárodní vydání: v letech 1965 až 1973 paralelně k jugoslávskému vydání, v letech 1981 až 1994 pak jako výlučné zahraniční vydání. Po zákazu časopisu 1975 začal roku 1981 v Oxfordu vycházet následný časopis Praxis international za podpory dřívějších členů redakce R. Supka, M. Markoviće, L. Tadiće a S. Stojanoviće, zatímco většina dřívější redakce s tímto krokem nesouhlasila. Časopis vycházel do roku 1994, od té doby vychází pod titulkem Constellations: An International Journal of Critical and Democratic Theory.

## Letní škola na Korčule
Každoročně pořádaná Letní škole na Korčule, která se (s jednou výjimkou) konala na ostrově Korčula poblíž Dubrovníku, si jako i časopis Praxis získala věhlas jako přední diskusní fórum pro otázky marxismu a filosofie. Letní škola byla zásadně otevřená všem zájemcům a nebyla přitom omezena pouze na zastánce marxismu. K účastníkům patřily osobnosti jako Norman Birnbaum, Ernst Bloch, Erich Fromm, Jürgen Habermas, Leszek Kołakowski, Henri Lefebvre, György Lukács, Herbert Marcuse, Eugen Fink, Šlomo Avineri a další; z tehdejšího Československa se seminářů zúčastnili např. Karel Kosík (byl i členem redakce časopisu) a Ivan Sviták. K účastníkům symposia patřil ale například i teolog a vatikánský páter Gustav Vetter.
Semináře se konaly každoročně k jistému tematickému celku:
- 1963: Vývoj a kultura (konalo se v Dubrovníku)
- 1964: Smysl a perspektivy socialismu
- 1965: Co jsou dějiny?
- 1966: (seminář odvolán v důsledku nátlaku SKJ)
- 1967: Tvorba a kreativita
- 1968: Marx a revoluce
- 1969: Moc a humanita
- 1970: Hegel a naše doba (k 200. výročí narození)
- 1971: Utopie a realita
- 1972: Svoboda a rovnost
- 1973: Podstata a hranice občanské společnosti
- 1974: Umění v moderní společnosti

## Členové skupiny
Členové skupiny Praxis, z převážné většiny profesoři filosofie, sociologie nebo politologie, byli zároveň i redakčními členy časopisu a náleželi přípravnému a organizačnímu výboru symposia Letní škola na Korčule. Jednalo se o tyto osobnosti:
- na záhřebské universitě: Gajo Petrović, Milan Kangrga, Predrag Vranicki, Branko Bošnjak, Rudi Supek, Veljko Cvjetičanin a Ivan Kuvačić
- na bělehradské universitě: Mihailo Marković, Miladin Životić, Dragoljub Mićunović, Svetozar Stojanović, Veljko Korać, Mihailo Đurić, Zagorka Pešić-Golubović, Ljubomir Tadić a Vojin Milić
- z jiných universit a působišť Ivan Focht, Abdulah Šarčević, Veljko Rus Danko Grlić, Andrija Krešić, Žarko Puhovski, Nebojša Popov a Trivo Inđić

## Vliv, význam, represe
Skupina Praxis dosáhla svou otevřeností velkého významu a vlivu zejména na západní neortodoxní marxistické učení té doby (a také naopak) i mimo něj. I když jasně formulované cíle skupiny Praxis byly poněkud odlišné, ovlivnily jistě i myšlení alespoň některých teoretiků pražského jara (které samo o sobě bylo spíše pokusem o reformu komunistického řádu, ne marxismu jako takového).
Činnost skupiny stála po celou dobu jejího trvání v centru pozornosti a kritiky stranických činitelů SKJ (členům skupiny se dostalo obvyklého přízviska „profesionální antikomunisté“). Na nátlak strany bylo letní sympozium roku 1966 odřeknuto. Činnost skupiny byla počátkem roku 1975 v Jugoslávii zakázána. Roku 1975 přestal časopis na nátlak strany vycházet, letní symposium se přestalo konat, a osm universitních profesorů a členů skupiny (Mihailo Marković, Ljubomir Tadić, Zagorka Golubović, Svetozar Stojanović, Miladin Životić, Dragoljub Mićunović, Nebojša Popov and Trivo Inđić) bylo na základě usnesení srbského parlamentu vyloučeno z university.